# Lijst van termen in de kristallografie
De hieronder vermelde termen en begrippen worden alle in de kristallografie gebruikt. De kristallografie is het interdisciplinaire vakgebied dat kristallen bestudeert.

## A
- Afschuiving of glijden
- Aggregaat
- Amorf kristal
- Anhedrisch
- Arborescentie
- Assenstelsel (kristallografie)

## B
- Bothryodaal kristal
- Boule
- Bravaistralie
- Brillouinzone
- Burgersvector

## C
- Cambridge Structural Database
- Cryptokristallijn

## D
- Debye-Waller-factor
- Dendritisch kristal
- Dichtste bolstapeling
- Diffractie
- Diffusiekruip
- Dimorfie
- Dislocatie
- Dislocatiekruip
- Distributiemoment

## E
- Eenheidscel
- Eenkristal
- Elektronendiffractie
- Entkristal
- Euhedrisch

## G
- Glijvlak

## H
- Habitus
- Hexagonale dichtste stapeling
- Hexagonaal kristalstelsel
- Hoekgetrouwe azimutale projectie

## I
- Incommensurabiliteit
- Indicatrix
- Interstitieel-defect
- Isomorfie

## K
- Kristalgrootteverdeling
- Kristalliet of korrel
- Kristallijn
- Kristallijn gesteente
- Kristallisatie
- Kristaloptiek
- Kristaloriëntatie
- Kristalstelsel
- Kristalstructuur
- Kristalvlak
- Kubisch kristalstelsel
- Kubisch ruimtelijk gecentreerd
- Kubisch vlakgecentreerd

## L
- Lyoluminescentie

## M
- Matrix
- Microkristallijn
- Miller-index
- Monoklien kristalstelsel

## N
- Nucleatiekern

## O
- Oöliet
- Orthorombisch kristalstelsel
- Oververzadiging

## P
- Pattersonfunctie
- Pearsonsymbool
- Pinakoïde
- Pleochroïsme
- Polykristallijn
- Polymorfisme
- Poolfiguur
- Populatiebalans
- Primaire nucleatie
- Primitief kubisch
- Protokristallijn
- Pseudomorf
- Puntgroep

## Q
- Quasikristal

## R
- R-factor
- Rekristallisatie
- Röntgendiffractie
- Roosterconstante
- Roosterdefect
- Roosterrichting
- Ruimtegroep

## S
- Schönfliesnotatie
- Secundaire nucleatie
- Semikristalliniteit
- Splijting
- Subhedrisch

## T
- Tetragonaal kristalstelsel
- Textuur
- Translatiesymmetrie
- Trigonaal kristalstelsel
- Triklien kristalstelsel
- Tweelingkristal

## V
- Vacature-defect
- Vaste oplossing
- Vloeibaar kristal

## W
- Wet van Bragg
- Wet van Steno
- Wigner-Seitz-cel